# Penumbra (serie)
Penumbra è una serie di videogiochi d'avventura a tema survival horror in soggettiva, sviluppata per Microsoft Windows, Mac OS e Linux da parte della società Frictional Games e distribuita da Paradox Entertainment.
Inizialmente la serie era stata intesa come una trilogia, ma il terzo episodio è invece poi diventato un'espansione del secondo.
L'ambientazione comune a tutti gli episodi è una base di ricerca in rovina, situata in Groenlandia, in cui un'organizzazione segreta ha scoperto e riportato alla luce la tomba di un alieno, che conteneva un virus senziente conosciuto come Tuurngait, capace di mutare i corpi degli ospiti e mettere in comunicazione telepatica le loro menti. Molti degli enigmi sono basati sulla fisica, come già visto in Half-Life 2.

## Capitoli della serie
La serie si compone di una versione corta disponibile gratuitamente, Tech Demo (chiamato inizialmente Penumbra), due episodi ed un'espansione:
- Penumbra: Overture è il primo episodio della serie. La storia inizia quando Philip, il protagonista, riceve una lettera dal padre, che non aveva mai conosciuto. Gli indizi contenuti nell'e-mail lo portano alla decisione di cercare suo padre nella base di ricerca in Groenlandia. Una volta arrivato lì, Philip scopre che il virus Tuurngait ha infettato quasi tutto il personale della base, trasformando questo in mostri che cercano costantemente di ucciderlo.
- Penumbra: Black Plague inizia esattamente dove finiva il primo episodio. Dopo essere stato colpito alle spalle, Philip riprende conoscenza in una cella. Riesce a liberarsi e proseguire l'esplorazione della base, scoprendo ulteriori dettagli sulla natura del Tuurngait. Comprende così che anche lui è stato infettato e che il virus ha prodotto una personalità alternativa che parla nella sua mente.
- Penumbra: Requiem è considerato da alcuni come il terzo episodio di Penumbra anche se in realtà è un'espansione del secondo. Questa espansione non continua la storia di Philip; la modalità di gioco principale è la soluzione di enigmi ma senza la presenza di nemici.